# تپه کالولوق
تپه کالولوق مربوط به عصر آهن است و در شهرستان گرمی، بخش مرکزی، دهستان اجارود مرکزی، روستای حمزه خانی واقع شده و این اثر در تاریخ ۱۲ دی ۱۳۸۶ با شمارهٔ ثبت ۲۰۳۲۶ به‌عنوان یکی از آثار ملی ایران به ثبت رسیده است.